# Club Atlético Boca Juniors 1917
Questa voce raccoglie le informazioni riguardanti il Boca Juniors nelle competizioni della stagione 1917.

## Stagione
Per il Boca Juniors è la stagione della svolta, decisivo per gli anni a venire. Dopo due stagioni (1915 e 1916) piuttosto deludenti, nel 1917 il Boca Juniors è chiamato ad insidiare il dominio del calcio argentino imposto dalla Academia, il Racing di Avellaneda, che vince campionati a ripetizione. Gli Xeneizes devono riscattarsi e la dirigenza del presidente del Boca, Emilio Melinke, si impegna duramente nel rafforzamento della squadra. I pilastri della linea difensiva Capelletti e Pieralini vengono affiancati da giovani speranze di sicure prospettive come Alfredo Aquila, Florencio Sarasíbar (che però rimarrà al Boca solo questa stagione, perché nel 1918 passerà al Rosario Central, diventandone una bandiera) e Juan Anglese; a metà campo sono Elli e Capellini a gestire i volantes avversari insieme al nuovo arrivato Dionisio Becaas (amico intimo di Calomino, sarà fondamentale nel centrocampo Xeneizes degli anni futuri); in attacco, il fuoriclasse Calomino viene affiancato da compagni di reparto ormai maturi come Bertolini e Colla, a cui si aggiungono i nuovi arrivati Lázaro Amores e un giovane di belle speranze, Enrique Brichetto (nipote dell'ex-presidente Juan Brichetto e ancora rimasto nella dirigenza del Boca Juniors). Tra i pali, però, il portiere titolare della stagione precedente, l'uruguaiano Luis Solans, ha deciso di lasciare il Boca e non rimane altro che affidare la guardia dei pali a Nicolás Fabiani. Tuttavia, tra le giovanili è ormai quasi pronto ad esplodere un giovane talentuoso arquero: si chiama Américo Tesoriere e sarà il portiere titolare degli Xeneizes negli anni '20 (con il Boca Juniors vincerà ben 5 campionati). Tesoriere sarà una futura gloria eterna del Boca Juniors: a soli 30 anni si ritirerà dal calcio giocato, ma è rimasto sempre legato agli Xeneizes diventando prima impiegato nel settore amministrativo della squadra, per poi essere nominato gestore dello stadio del Boca fino al 1953.
Le promesse vengono mantenute, con un campionato che vede il Boca Juniors sconfitto soltanto in 2 occasioni: una di queste sconfitte è proprio contro il favoritissimo Racing Club, che batte gli Xeneizes per 1-0 il 28 ottobre 1917, alla 16ª giornata (interrompendo in tal modo una striscia consecutiva di risultati utili lunga ben 15 partite). Per quanto riguarda le coppe nazionali, invece, il Boca non figura al meglio: se in Copa Competencia il Boca esce agli ottavi di finale per mano dell'Estudiantes de La Plata, in Copa de Honor l'avventura finisce al primo turno contro il San Isidro.

### Superclásico
In questa stagione il Boca Juniors ha affrontato il River Plate 1 volta.
| N° | Data           | Competizione                   | Locali       | Risultato | Ospiti      |
| -- | -------------- | ------------------------------ | ------------ | --------- | ----------- |
| 7° | 24 giugno 1917 | Copa Competencia - 9ª giornata | Boca Juniors | 0 - 1     | River Plate |

## Maglie e sponsor
La divisa del Boca Juniors si innova leggermente cambiando il colore dei pantaloncini, che passano da neri (introdotti dalla stagione 1913) allo stesso colore principale della maglia, ovvero il blu.
Anche la seconda divisa vede il colore dei pantaloncini cambiare rispetto alla stagione precedente, passando da gialli a blu.
| 1ª divisa | 2ª divisa |

## Rosa
| N. |                      | Ruolo | Calciatore          |
| -- | -------------------- | ----- | ------------------- |
| -- | Argentina (bandiera) | P     | Nicolás Fabiani     |
| -- | Argentina (bandiera) | P     | Américo Tesoriere   |
| -- | Argentina (bandiera) | D     | Juan Anglese        |
| -- | Argentina (bandiera) | D     | Alfredo Aquila      |
| -- | Argentina (bandiera) | D     | Victorio Capelletti |
| -- | Argentina (bandiera) | D     | Juan Mainardi       |
| -- | Argentina (bandiera) | D     | Victorio Pagliarini |
| -- | Argentina (bandiera) | D/C   | Máximo Pieralini    |
| -- | Argentina (bandiera) | D     | Florencio Sarasíbar |
| -- | Argentina (bandiera) | C     | Dionisio Becaas     |
| -- | Argentina (bandiera) | C     | Carlos Capellini    |

| N. |                      | Ruolo | Calciatore        |
| -- | -------------------- | ----- | ----------------- |
| -- | Argentina (bandiera) | C     | Alfredo Elli      |
| -- | Argentina (bandiera) | C     | Carlos Rosato     |
| -- | Argentina (bandiera) | C     | Víctor Fiorentino |
| -- | Argentina (bandiera) | A     | Lázaro Amores     |
| -- | Argentina (bandiera) | A     | Enrique Bertolini |
| -- | Argentina (bandiera) | A     | Enrique Brichetto |
| -- | Argentina (bandiera) | A     | Pedro Calomino    |
| -- | Argentina (bandiera) | A     | Enrique Colla     |
| -- | Argentina (bandiera) | A     | Romeo Corvetto    |
| -- | Argentina (bandiera) | A     | Alfredo Garasini  |
| -- | Argentina (bandiera) | A     | Pablo Valenzano   |

## Calciomercato

### Operazioni esterne alle sessioni
| Acquisti         | Acquisti            | Acquisti         | Acquisti         |
| Altre operazioni | Altre operazioni    | Altre operazioni | Altre operazioni |
| R.               | Nome                | da               | Modalità         |
| ---------------- | ------------------- | ---------------- | ---------------- |
| P                | Américo Tesoriere   | -                | -                |
| D                | Juan Anglese        | -                | -                |
| D                | Alfredo Aquila      | -                | -                |
| D                | Florencio Sarasíbar | -                | -                |
| C                | Dionisio Becaas     | -                | -                |
| C                | Carlos Rosato       | -                | -                |
| C                | Víctor Fiorentino   | -                | -                |
| A                | Lázaro Amores       | -                | -                |
| A                | Enrique Brichetto   | -                | -                |
| A                | Romeo Corvetto      | -                | -                |
| A                | Pablo Valenzano     | -                | -                |

| Cessioni         | Cessioni            | Cessioni         | Cessioni         |
| Altre operazioni | Altre operazioni    | Altre operazioni | Altre operazioni |
| R.               | Nome                | a                | Modalità         |
| ---------------- | ------------------- | ---------------- | ---------------- |
| P                | Luis Solans         | -                | -                |
| P                | Domingo Zacevich    | -                | -                |
| D                | Horacio Lamelas     | -                | -                |
| D                | Julio Pianarolli    | -                | -                |
| C                | Miguel Valentini    | -                | -                |
| A                | Armando Artigas     | -                | -                |
| A                | José Benincasa      | -                | -                |
| A                | Bartolomé Chiappori | -                | -                |
| A                | Luis Galeano        | -                | -                |
| A                | Emilio González     | -                | -                |
| A                | Manuel Lodeiro      | -                | -                |
| A                | Américo Repetto     | -                | -                |
| A                | Francisco Romarione | -                | -                |
| A                | Luis Ruggiero       | -                | -                |
| A                | Carlos Scalone      | -                | -                |
| A                | Félix Scotti        | -                | -                |
| A                | José Spinelli       | -                | -                |

## Risultati

### Copa Campeonato
| Arbitro: | Mac Carthy |

|  |           |                                                                      |
|  | Marcatori | 9’ Bertolini 53’ Bertolini 63’ Bertolini 68’ Bertolini 70’ Bertolini |

| Arbitro: | Guzmán |

|                       |           |                                     |
| Costas 12’ Costas 20’ | Marcatori | 7’ Colla 21’ Brichetto 31’ Calomino |

| Arbitro: | Mac Carthy |

|                                  |           |                                         |
| Polimeni 10’ Izaguirre Pérez 70’ | Marcatori | 12’ Bertolini 40’ Calomino 55’ Calomino |

| La Plata 22 aprile 1917 4ª giornata | Estudiantes (LP) | 0 – 0 referto | Boca Juniors | Stadio dell'Estudiantes de La Plata\| Arbitro: \| Mac Carthy \| |
| Arbitro:                            | Mac Carthy       |               |              |                                                                 |

| Arbitro: | Bonacini |

|  |           |            |
|  | Marcatori | 60’ Amores |

| Arbitro: | Vaccarezza |

|  |           |                                     |
|  | Marcatori | 23’ Amores 50’ Amores 55’ Valenzano |

| Arbitro: | Guzmán |

|                        |           |                             |
| Corvetto 4’ Amores 89’ | Marcatori | 10’ Balmaceda 75’ Balmaceda |

| Arbitro: | Mac Carthy |

|                                   |           |                        |
| Colla 6’ Calomino 9’ Calomino 56’ | Marcatori | 11’ Laguna 64’ Alberti |

| Arbitro: | Guassoni |

|                         |           |                       |
| Taggino 25’ Taggino 70’ | Marcatori | 35’ Amores 83’ Amores |

| Arbitro: | Vaccarezza |

|                                                  |           |  |
| Amores 22’ Valenzano 68’ Calomino 72’ Amores 78’ | Marcatori |  |

| Buenos Aires 22 luglio 1917 11ª giornata | Boca Juniors | 0 – 0 referto | Gimnasia (BA) | Stadio de Ministro Brin y Senguel\| Arbitro: \| Cursach \| |
| Arbitro:                                 | Cursach      |               |               |                                                            |

| Buenos Aires 5 agosto 1917 12ª giornata | Boca Juniors | 0 – 0 referto | Sp. Barracas | Stadio de Ministro Brin y Senguel\| Arbitro: \| Bonacini \| |
| Arbitro:                                | Bonacini     |               |              |                                                             |

| Arbitro: | Lambrechts |

|                                          |           |            |
| Valenzano 25’ Valenzano 32’ Calomino 41’ | Marcatori | 46’ Crespo |

| Arbitro: | Vaccarezza |

|                                               |           |              |
| Bertolini 1’ Calomino 22’ Colla 53’ Colla 54’ | Marcatori | 65’ Ochandío |

| Arbitro: | Mac Carthy |

|                           |           |                         |
| Calomino 10’ Calomino 48’ | Marcatori | 2’ Fernández 17’ Bincaz |

| Arbitro: | Guassoni |

|  |           |                  |
|  | Marcatori | 37’ Marcovecchio |

| Arbitro: | Vaccarezza |

|                                                   |           |               |
| Siciliani 24’ Siciliani 47’ Capelletti 80’ (aut.) | Marcatori | 26’ Valenzano |

| Arbitro: | Espínola |

|             |           |                    |
| Felices 35’ | Marcatori | 3’ (rig.) Calomino |

| Arbitro: | Vinnet |

|                                         |           |                          |
| Garasini 20’ Bertolini 49’ Garasini 74’ | Marcatori | 24’ Lanterno 64’ Barrera |

| Arbitro: | Vinnet |

|            |           |                             |
| Laiolo 75’ | Marcatori | 10’ Brichetto 15’ Brichetto |

### Copa de Competencia Jockey Club

#### Prima fase
| Arbitro: | Gardi |

|                               |           |              |
| Calomino 63’ (rig.) Colla 89’ | Marcatori | 70’ Felisari |

Con la vittoria contro il Platense, il Boca Juniors si è qualificato agli ottavi di finale della Copa Competencia.

#### Ottavi di finale
| La Plata 29 giugno 1917 Ottavi di finale (gara unica) | Estudiantes (LP) | 0 – 0 referto | Boca Juniors | Stadio dell'Estudiantes de La Plata\| Arbitro: \| Almeyda Guzmán \| |
| Arbitro:                                              | Almeyda Guzmán   |               |              |                                                                     |

Permanendo il pareggio, è stato necessario rigiocare la partita tra Estudiantes e Boca Juniors.
| Arbitro: | Almeyda Guzmán |

|  |           |                  |
|  | Marcatori | 40’ (aut.) Colla |

### Copa de Honor

#### Prima fase
| Arbitro: | Barbera |

|                                        |           |                                                      |
| Valenzano 78’ Valenzano 84’ Amores 92’ | Marcatori | 9’ J. Fernández 68’ E. Fernández 115’ (rig.) Sayanes |

Permanendo il pareggio dopo la disputa dei quattro tempi supplementari, l'arbitro Barbera ha dovuto interrompere la partita per mancanza di illuminazione, costringendo Boca Juniors e San Isidro a disputare un'altra partita.
| Arbitro: | Rosello |

|                                                      |           |                            |
| Alzúa 6’ J. Fernández 18’ E. Fernández 70’ Alzúa 85’ | Marcatori | 48’ Bertolini 53’ Calomino |

Con la sconfitta in trasferta contro il San Isidro, il Boca Juniors viene eliminato dalla Copa de Honor.

## Statistiche

### Statistiche di squadra
| Competizione     | In casa | In casa | In casa | In casa | In casa | In casa | In trasferta | In trasferta | In trasferta | In trasferta | In trasferta | In trasferta | Totale | Totale | Totale | Totale | Totale | Totale | DR  |
| Competizione     | G       | V       | N       | P       | Gf      | Gs      | G            | V            | N            | P            | Gf           | Gs           | G      | V      | N      | P      | Gf     | Gs     | DR  |
| ---------------- | ------- | ------- | ------- | ------- | ------- | ------- | ------------ | ------------ | ------------ | ------------ | ------------ | ------------ | ------ | ------ | ------ | ------ | ------ | ------ | --- |
| Copa Campeonato  | 10      | 5       | 4       | 1       | 21      | 11      | 10           | 5            | 4            | 1            | 21           | 12           | 20     | 10     | 8      | 2      | 42     | 23     | +19 |
| Copa Competencia | 2       | 1       | 0       | 1       | 2       | 2       | 1            | 0            | 1            | 0            | 0            | 0            | 3      | 1      | 1      | 1      | 2      | 2      | 0   |
| Copa de Honor    | 1       | 0       | 1       | 0       | 3       | 3       | 1            | 1            | 0            | 0            | 2            | 4            | 2      | 0      | 1      | 1      | 5      | 7      | -2  |
| Totale           | 13      | 6       | 5       | 2       | 26      | 16      | 12           | 6            | 5            | 1            | 23           | 16           | 25     | 11     | 10     | 4      | 49     | 32     | +17 |

### Statistiche individuali
| Giocatore     | Copa Campeonato | Copa Campeonato | Copa Campeonato | Copa Campeonato | Copa Competencia | Copa Competencia | Copa Competencia | Copa Competencia | Copa de Honor | Copa de Honor | Copa de Honor | Copa de Honor | Totale   | Totale | Totale      | Totale     |
| Giocatore     | Presenze        | Reti            | Ammonizioni     | Espulsioni      | Presenze         | Reti             | Ammonizioni      | Espulsioni       | Presenze      | Reti          | Ammonizioni   | Espulsioni    | Presenze | Reti   | Ammonizioni | Espulsioni |
| ------------- | --------------- | --------------- | --------------- | --------------- | ---------------- | ---------------- | ---------------- | ---------------- | ------------- | ------------- | ------------- | ------------- | -------- | ------ | ----------- | ---------- |
| L. Amores     | 15              | 8               | 0               | 0               | 3                | 0                | 0                | 0                | 2             | 1             | 0             | 0             | 20       | 9      | 0           | 0          |
| J. Anglese    | 1               | 0               | 0               | 0               | 0                | 0                | 0                | 0                | 0             | 0             | 0             | 0             | 1        | 0      | 0           | 0          |
| A. Aquila     | 12              | 0               | 0               | 0               | 2                | 0                | 0                | 0                | 0             | 0             | 0             | 0             | 14       | 0      | 0           | 0          |
| D. Becaas     | 4               | 0               | 0               | 0               | 0                | 0                | 0                | 0                | 0             | 0             | 0             | 0             | 4        | 0      | 0           | 0          |
| E. Bertolini  | 18              | 6               | 0               | 0               | 2                | 0                | 0                | 0                | 1             | 1             | 0             | 0             | 21       | 7      | 0           | 0          |
| E. Brichetto  | 15              | 5               | 0               | 0               | 2                | 0                | 0                | 0                | 2             | 0             | 0             | 0             | 19       | 5      | 0           | 0          |
| P. Calomino   | 19              | 11              | 0               | 0               | 3                | 1                | 0                | 0                | 2             | 1             | 0             | 0             | 24       | 13     | 0           | 0          |
| V. Capelletti | 19              | 0               | 0               | 0               | 3                | 0                | 0                | 0                | 2             | 0             | 0             | 0             | 24       | 0      | 0           | 0          |
| C. Capellini  | 15              | 0               | 0               | 0               | 3                | 0                | 0                | 0                | 2             | 0             | 0             | 0             | 20       | 0      | 0           | 0          |
| E. Colla      | 11              | 4               | 0               | 0               | 2                | 1                | 0                | 0                | 1             | 0             | 0             | 0             | 14       | 5      | 0           | 0          |
| R. Corvetto   | 21              | 4               | 0               | 0               | 0                | 0                | 0                | 0                | 0             | 0             | 0             | 0             | 21       | 4      | 0           | 0          |
| A. Elli       | 18              | 0               | 0               | 0               | 3                | 0                | 0                | 0                | 2             | 0             | 0             | 0             | 23       | 0      | 0           | 0          |
| N. Fabiani    | 18              | -22             | 0               | 0               | 3                | -2               | 0                | 0                | 2             | -7            | 0             | 0             | 23       | -31    | 0           | 0          |
| V. Fiorentino | 1               | 0               | 0               | 0               | 1                | 0                | 0                | 0                | 1             | 0             | 0             | 0             | 3        | 0      | 0           | 0          |
| A. Garasini   | 1               | 2               | 0               | 0               | 0                | 0                | 0                | 0                | 0             | 0             | 0             | 0             | 1        | 2      | 0           | 0          |
| J. Mainardi   | 2               | 0               | 0               | 0               | 0                | 0                | 0                | 0                | 0             | 0             | 0             | 0             | 2        | 0      | 0           | 0          |
| V. Pagliarini | 1               | 0               | 0               | 0               | 1                | 0                | 0                | 0                | 1             | 0             | 0             | 0             | 3        | 0      | 0           | 0          |
| M. Pieralini  | 19              | 0               | 0               | 0               | 2                | 0                | 0                | 0                | 1             | 0             | 0             | 0             | 22       | 0      | 0           | 0          |
| C. Rosato     | 1               | 0               | 0               | 0               | 0                | 0                | 0                | 0                | 0             | 0             | 0             | 0             | 1        | 0      | 0           | 0          |
| F. Sarasíbar  | 6               | 0               | 0               | 0               | 0                | 0                | 0                | 0                | 0             | 0             | 0             | 0             | 6        | 0      | 0           | 0          |
| A. Tesoriere  | 2               | -1              | 0               | 0               | 0                | 0                | 0                | 0                | 0             | 0             | 0             | 0             | 2        | -1     | 0           | 0          |
| P. Valenzano  | 20              | 5               | 0               | 0               | 3                | 0                | 0                | 0                | 2             | 2             | 0             | 0             | 25       | 7      | 0           | 0          |